# Перепончатолапые хомяки
Перепончатолапые хомяки (лат. Holochilus) — род хомяков Нового Света, обитающих по берегам болотистых районов Южной Америки. В основном их помещали рядом с хлопковыми хомяками (Sigmodon), но новый молекулярно-генетический анализ показывает, что они более тесно связаны с рисовыми хомяками (Oryzomys).
Длина тела составляет от 13 до 22 сантиметров, в зависимости от вида, хвост примерно такой же длины, как тело. Мех окрашен в бежевый или коричневый цвет сверху и белый снизу. Тело типично крысиного облика. Перепончатолапые хомяки отличаются от внешне очень похожих хлопковых хомяков главным образом перепонками между пальцами ног и более мягким мехом.
Перепончатолапые хомяки распространены в тропической и субтропической Южной Америке к востоку от Анд. Здесь они живут на берегах рек, в болотах и в тростниковых заролях. Гнездо строят из тростника и листьев, которое на тростнике или кустах свисает на высоте до 3 метров над водой. Гнездо этих хомяков до 40 сантиметров в диаметре. В случае опасности егообитатели прыгают прямо в воду под гнездом и спасаются, уплывая.
В некоторых регионах перепончатолапые хомяки очень распространены. Одна из областей, которые предлагают им идеальные условия, — это Пантанал на юго-западе Бразилии. Здесь в некоторых кустах можно насчитать до десяти гнёзд. Раз в несколько лет также происходят внезапные вспышки численноти, причины которых до конца не изучены. Этот быстрый рост популяций проходит одновременно с вторжением этих хомяков в соседние места обитания. Но они заканчиваются так же внезапно из-за столь же загадочной массовой гибели животных.
Известны следующие виды:
- Перепончатолапый хомяк (Holochilus brasiliensis) обитает в Бразилии, Парагвае, Уругвае и на севере Аргентины.
- Чакский болотный хомяк (Holochilus chacarius) живёт из Парагвае и северной Аргентине.
- Болотный хомяк (Holochilus sciureus) обитает в Бразилии, Боливии, восточном Перу, Венесуэле, Гайане, Суринаме и Французской Гвиане.

Четвёртый вид, Holochilus magnus, в настоящее время большинством экспертов помещается в монотипический род Lundomys.